# Pinkwashing
Ne doit pas être confondu avec purplewashing, l'instrumentalisation des femmes et du féminisme.
Pinkwashing est un mot-valise anglais, formé sur le modèle de whitewashing (« blanchiment », au sens moral), en remplaçant l'adjectif white (« blanc ») par pink (« rose »). C'est le procédé mercatique utilisé par un État, organisation, parti politique ou entreprise dans le but de se donner une image progressiste et engagée pour les droits LGBT.

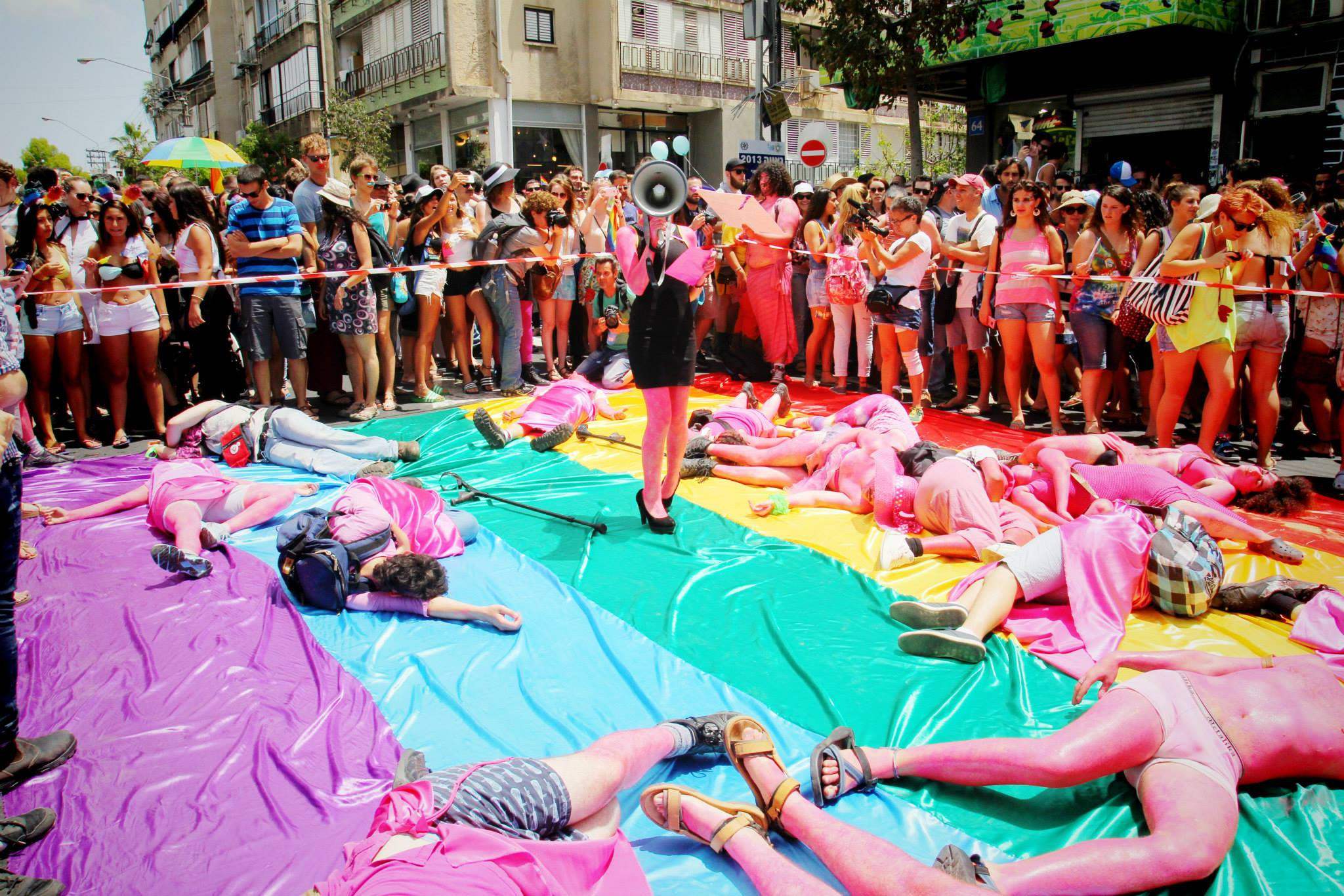
Manifestation du collectif de militants anarcho-queer « Mashpritzot » pour dénoncer le pinkwashing d'Israël lors de la marche des fiertés de Tel Aviv-Jaffa, en 2013.

Le terme greenwashing est conçu sur le même modèle.
Le terme de pinkwashing a été inventé par la Breast Cancer Action, une association américaine de patientes souffrant du cancer du sein, en 2002 pour désigner les campagnes des entreprises qui utilisent le cancer du sein comme levier marketing,.
Il est aussi utilisé pour critiquer une technique de communication fondée sur une attitude bienveillante vis-à-vis des personnes LGBTQ+ par une entreprise ou par une entité politique, qui essaye de modifier son image et sa réputation dans un sens progressiste, tolérant et ouvert. Cette stratégie de « relations publiques » s’inscrit dans l'arsenal des méthodes d’influence, de management des perceptions et de marketing des idées ou des marques.

## Gouvernement israélien
Au moment où Israël accueillait la WorldPride 2005, l'activiste queer et professeure en études de genre à l'université de Rutgers (New Jersey) Jasbir Puar a utilisé cette expression pour décrire le contraste entre l'image de « pays engagé dans des idéaux démocratiques pour tous, y compris les personnes gays et lesbiennes » et « l'absence de liberté des palestiniens opprimés par l'état israélien ». Joseph A. Massad, professeur à l'université Columbia, a aussi défendu l'idée que la façon dont le gouvernement israélien exagère son action en faveur des personnes LGBT lui permet d'éluder la condamnation internationale des violations des droits des palestiniens,.
En France, le terme est utilisé en 2005 dans Le Monde: après l’attaque de la Gay Pride de Jérusalem le 30 juillet, le correspondant du quotidien décrit comment les autorités de l’État hébreu utilisent leur image gay-friendly comme outil de communication alors que l'homophobie est très marquée dans ce pays: « A Jérusalem, impossible pour un couple gay israélien de s’afficher, de s’embrasser ni même de s’habiller librement. », Dans son livre Mirage gay à Tel Aviv (2017), le journaliste Jean Stern critique la campagne de communication d'Israël en faveur des LGBT, qu'il assimile à du pinkwashing. Il affirme en effet que cette dernière, initiée à partir de 2008-2009 par la ministre des Affaires étrangères Tzipi Livni afin de mettre en valeur la ville de Tel Aviv-Jaffa, masque le fait que 47 % des Israéliens considèrent l’homosexualité comme une maladie (en comparaison, moins de 10 % en France et moins de 5 % en Espagne ou en Belgique) ou encore, selon l'auteur, que cela tenterait d'atténuer en termes d'image la politique israélienne dans les territoires palestiniens. En 2018, l'acteur Océan a demandé au festival du film LGBT de déprogrammer les séances de son film Embrasse-moi ! en expliquant qu'il « refuse de participer à la politique de pinkwashing faite par le gouvernement israélien ». L'accusation de pinkwashing resurgit pendant la guerre en 2023 quand un soldat israélien déploie le drapeau arc-en-ciel à Gaza, avec le message « le tout premier drapeau de la fierté LGBT hissé à Gaza »,.
D'autres ont pris la défense de l'État d'Israël en arguant que cette accusation sert d'épouvantail. Pour Alan Dershowitz, professeur de droit à Harvard et fervent défenseur d'Israël, le terme est utilisé par des activistes gays radicaux et antisémites,. Selon lui, l'action d'Israël en faveur des LGBT n'a jamais été utilisée pour excuser l'occupation de la Palestine, et la tolérance d'Israël vis-à-vis des personnes LGBT est sans comparaison avec les violences que subissent ces personnes dans les pays arabes et musulmans. Sarah Schulman, professeure à l'Université de la ville de New York, objecte que cet argument fait semblant d'ignorer l'existence d'organisations palestiniennes LGBT.

## Gay games, marches des fiertés et passages piétons
À l'occasion de l'Europride à Marseille en 2013, un « cortège radical » insiste sur la nécessité de s'opposer à la récupération des luttes féministes et/ou LGBT et s'indigne que « soit tenu sur le podium de l'inter-LGBT un discours cherchant à promouvoir une image gay-friendly d'un Etat », Israël, décrit comme étant « coupable de crimes contre l'humanité ».
Les Gay Games et la marche des fiertés parisienne 2018 ont aussi parfois été critiqués comme constituant une forme de pinkwashing,,,. En 2018, un contre cortège de la marche des fiertés parisienne avait pour mot d'ordre « Stop au pinkwashing »,, accusation dont l'association chargée de l'organisation, l'Inter-LGBT, s'est défendue. Soutenue par Karine Espineira et Adrian De La Vega, Diane Leriche s'est indignée que l'association qu'elle co-préside, Acceptess-T, ait été écartée de la conférence sur la place des personnes trans dans le sport à l'occasion des Gay Games: « Ne pas avoir été associée à cette conférence est le symbole du Pinkwashing, c’est une insulte pour notre travail effectué et prouve à quel point les Gay Games privilégient leur stratégie de communication, sans se soucier des associations concernées et impliquées ». Les organisateurs se défendent en estimant avoir « toujours été dans une attitude d’inclusion dans la préparation » de ces jeux.
Plusieurs villes de France ont désormais un ou plusieurs passages piétons aux couleurs du drapeau LGBT. La ville de Bordeaux totalise sept passages piétons de ce type. Le premier passage piéton arc-en-ciel de la ville, inauguré le 16 mai 2019 cours du Chapeau-Rouge, s'est retrouvé recouvert de faux sang dès le week-end qui a suivi cette inauguration. Cette action coup de poing est revendiquée le 19 mai 2019 par le collectif « Riposte Trans ». Ses membres expliquent dans un communiqué (dans lequel le mot « pinkwashing » est clairement utilisé) qu'à leurs yeux la mairie ne prend pas de mesures suffisamment efficaces pour lutter contre les agressions homophobes et transphobes.

## Marketing commercial
Act Up New York a critiqué la marque Nike qui a vendu une gamme de produits aux couleurs de la lutte pour les droits LGBT+, en expliquant que « les entreprises privées n’ont pas l’autorité de s’approprier l’imagerie de résistance queer ».
Plus globalement, les entreprises se prêtant au pinkwashing sont accusées d'avoir fait du mois des fiertés (juin) un simple exercice de communication d'entreprise.